# Ковачевич, Сава

Памятник Саве Ковачевичу в Грахово

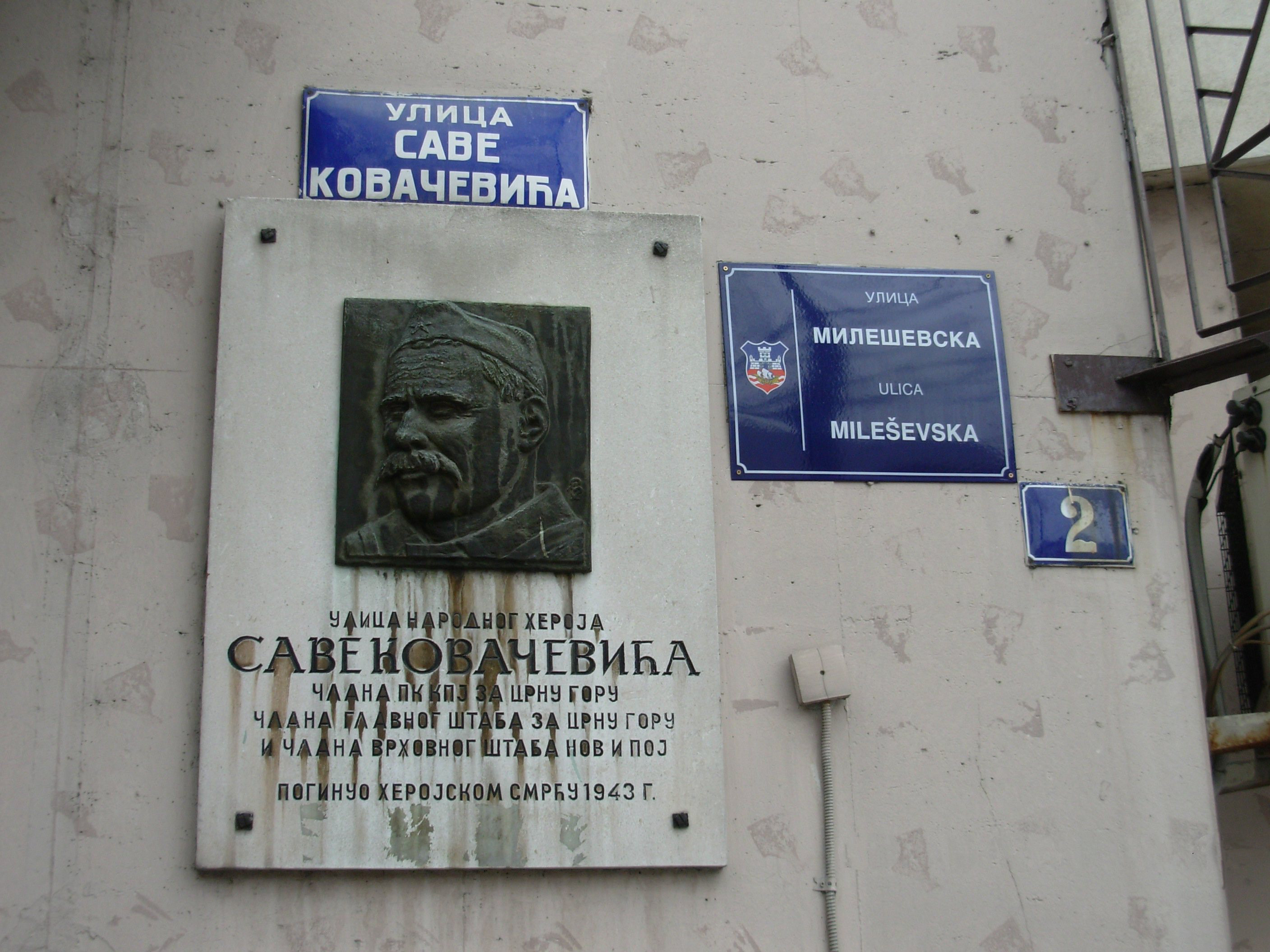
Мемориальная доска на улице Милешевской, ранее носившей имя Савы Ковачевича

Сава Ковачевич (серб. Сава Ковачевић; 25 января 1905, Нудо — 13 июня 1943, Врбница) — югославский черногорский партизан, народный герой Югославии.

## Биография

### Ранние годы
Родился 25 января 1905 в деревне Нудо близ Грахово и Никшича. Родители: черногорские крестьяне Благое и Йована Ковачевичи. Семью соседи часто называли «мизаре» (серб. столяры). Своё детство он провёл в родном краю, окончил начальную школу в деревне Заслап. В школе Сава был отличником, но часто пропускал уроки, помогая родителям пасти скот. Преподаватель, Никола Вуячич, безуспешно пытался уговорить отца хоть как-нибудь оплатить обучение сына: тот не собирался ничего продавать. По этой причине Сава не окончил обучение и продолжил помогать родителям по хозяйству, но при этом занимался самообразованием и постоянно разыскивал книги в библиотеке. Так, в возрасте 15 лет он уже прочитал «Мать» Максима Горького, а к 18 годам уже сам освоил школьный курс физики и химии, одалживая учебники школьников и гимназистов.
В юности Сава устроился работать в лесное хозяйство Биелы-Горы «Омбли», а позднее выучился на кузнеца и ушёл работать на цинковую шахту Трепча в Косовской-Митровице, где изготавливал колючую проволоку. Вскоре Саву уволили с рудника за то, что тот слишком яро поддерживал коммунистов. Юный Сава приехал в Белград, где стал работать в типографии газеты «Време» и помогать в строительстве Савского моста. Но и из Белграда он был выдворен как «подрывной элемент», после чего снова продолжил работать лесорубом и вести хозяйство на собственном земельном участке. Во время службы в Югославской королевской армии Сава прославился как один из самых метких стрелков.

### В коммунистическом движении
Сава Ковачевич был образованным человеком, который умел вести споры и дискуссии на разные научные темы, а также отличался красноречием, мог привлекать и располагать к себе людей и помирить рассорившихся. Под влиянием брата Николы он вступил в революционное движение, а в 1925 году стал членом Коммунистической партии Югославии. В 1928 году стал членом, а в 1934 году — секретарём Граховского местного комитета, с 1934 года член Никшичского окружного комитета, с 1937 года член Черногорского покраинского комитета (на VI покраинской конференции). Постепенно Сава стал одним из партийных лидеров в Зетской бановине (в Королевстве Югославии так называлась Черногория): он активно помогал крестьянам и молодёжи, участвовал в различных забастовках, а также читал речи на демонстрациях и съездах. В 1937—1938 годах стараниями Савы была создана Рабоче-крестьянская партия, которая набирала популярность в Черногории.
Ковачевич неоднократно арестовывался за свою коммунистическую деятельность: представал перед судом в Грахово, Никшиче, Цетине, Косовской-Митровице и Белграде. После облавы полиции в 1936 году в Черногории и ареста около 300 человек Сава сбежал в лес с тремя знакомыми, откуда не выходил 9 месяцев, после чего сдался властям в Никшиче и был переведён в тюрьму в Сараево. В 1937 году его судил Государственный суд по защите государства в Белграде, но оправдал Ковачевича по всем статьям. Весной 1940 года повторно арестован, предстал перед судом в Старе-Каниже и снова был отправлен. Последний раз арестовывался накануне Апрельской войны.

### Война
После вторжения стран Оси в Югославию и её оккупации Сава отказался признавать новое правительство и ушёл в подполье. С его помощью в Черногории 13 июля грянуло восстание против итальянских оккупантов и их черногорских пособников. 25 июля 1941 Сава принял боевое крещение, разбив со своим отрядом итальянский гарнизон местечка Грахово. Осенью 1941 года штаб партизанского движения Черногории назначил Саву командиром Никшичского партизанского отряда, чья численность выросла до 10 батальонов. В течение осени и зимы его отряд успешно действовал в местечках Никшич, Грахово, Вилусы, Црквице и Херцег-Нова. Отряд разгромил несколько итальянских колонн, захватил несколько сотен итальянцев в плен, также в его руки попали множество образцов оружия, припасов, автомобилей, орудий и даже танков. Силами Никшичского и Дурмиторского отрядов от оккупантов удалось очистить территорию от Таре и Пиве до Которского залива (под контролем итальянцев остались Никшич и Бока). Особенно кровопролитные бои велись на линии Драгаль — Црквице — Херцег-Нова.
В первых же боях Сава проявил себя как храбрый и способный командир партизан, а также как отличный воин: он был одним из лучших партизанских стрелков. Сослуживцам он запомнился как бесстрашный, находчивый и инициативный боец. Ковачевич неоднократно критиковался за строгость, но при этом твёрдо считал, что партизаны должны создать именно свою армию, а не стихийное движение — армию обученных, дисциплинированных и ежедневно тренирующихся солдат, которые могут утром прийти в боевую готовность вне зависимости от того, где были предыдущей ночью. Вследствие этого он занимался организацией партизанского движения в Восточной Герцеговине и Дубровнике. В январе 1942 года был сформирован Оперативный штаб Герцеговины, который возглавил сам Сава с целью координации боевых действий черногорских и герцеговинских партизан. Под его командованием было около 20 батальонов на территории от Острога до Дубровника и от Боки до Гацко. Отряды вели бои против четников на территории Колашина и Катунской-Нахии. В феврале 1942 года Ковачевич участвовал в съезде черногорских партизан в монастыре Острог, после которого в апреле был включён в Главный штаб НОАЮ в Черногории и Боке (заместитель командующего), а в мае — в состав Верховного штаба НОАЮ. Позднее Сава всегда стал проводить партийные собрания перед каждым сражением, на котором отбирал добровольцев, готовых драться с противником насмерть.
В ходе Третьего антипартизанского наступления Никшичский партизанский отряд вёл тяжёлые бои близ Никшича и Грахова, в Боке и Пиве. В апреле 1942 года в боях в Жупе партизаны разгромили четников Байо Станишича, что стало первым тяжёлым поражением четников в Черногории: повторная попытка навязать партизанам бой на дороге Никшич-Пива также не увенчалась успехом. Ковачевич также на правах заместителя командира Главного штаба НОАЮ в Черногории руководил отступлением Ловченского партизанского отряда по маршруту Трешнево — Грахово — Баняни — Пива, как и Зетским партизанским отрядом. 12 июня 1942 была сформирована 5-я черногорская пролетарская ударная бригада, первым командиром которой и стал Ковачевич. Бригада вела бои в Черногории, Боснии и Герцеговине, а также занималась прикрытием движения партизан в Западну Боснию и обороняла больницу НОАЮ. С 22 июля по 2 августа совместно с Герцеговинским партизанским отрядом, Драгачевско-Челебицким батальоном и партизанской больницей 5-я бригада совершала прорыв от Дрины до Прозора. С августа 1942 по январь 1943 бригада воевала в Центральной и Западной Боснии за Прозор, Травник и Яйце.
В ходе битвы на Неретве бригада Савы Ковачевича вела штурм Прозора, отражала танковые атаки в Острошаце, атаковала Кониц и держала оборону в долине Неретвы, помогая спасать раненых и внося свой вклад в победу партизан. После перехода через Неретву бригада сражалась на левом берегу реки за местечки Невесине, Плана, Яворка и Биоча. Сава командовал лично бригадой в боях за дороги Никшич-Шавник, за Комарницу и Дурмитор, тем самым оказав посильную помощь в победе над немецко-итальянскими частями. В мае 1943 года после утверждения воинских званий НОАЮ Ковачевич был произведён в полковники. В ходе битвы на Сутьеске Ковачевич командовал 3-й ударной дивизией, выполняя самое трудное задание — защищая Главную оперативную группу, обороняя Центральную больницу НОАЮ и совершая прорыв из окружения. В течение 10 дней дивизия вела кровопролитные бои против немецко-фашистских захватчиков, превосходивших партизан по численности более чем в 20 раз, но сумела выполнить задание и спасти всех раненых от попадания в плен. Попытки прорыва кольца окружения не прекращались ни на минуту. Так, 11 и 12 июня 1943 на Вучеве, под Магличем, близ Боровны и на правом берегу Сутьески партизаны, отбив нападения немцев и сохранив больницу, начали организовывать плацдарм на левом берегу для переправы.

### Гибель
13 июня 1943 на Сутьеске находилось семеро представителей семьи Ковачевичей: сам Сава, его брат Янко, отец Благое, племянница Савы Вера (дочь Николы Ковачевича, брата Савы), Любица (мать Веры и жена Николы), а также племянники Савы Драган и Митар. 75-летний Благое Ковачевич во время одного из сражений попал в плен к итальянцам, где его так избили, что в результате увечий он потерял зрение. Во время обмена пленными Сава возражал против освобождения отца, утверждая, что тот уже не сможет помочь чем-либо партизанам, но Благое всё же прибыл в бригаду. После приказа о наступлении главные силы 3-й партизанской дивизии начали прорыв линии вражеских сил на левом берегу Сутьески, оттеснив противника, но не выбив его с Кошура, Озрена, Ластвы и Казана. В критический момент Сава лично пошёл в атаку на позиции 118-й пехотной дивизии с ротой сопровождения и группой курьеров, стреляя из пулемёта (в числе атакующих была и Вера). Отряд сумел прорваться сквозь силы противника, но одна из пулемётных очередей оборвала жизнь Ковачевича. По одним данным, это произошло у деревни Крекови, по другим — у Врбницы. Изначально комиссар 5-й пролетарской черногорской ударной бригады Радомир Бабич не хотел сообщать бойцам о гибели командира, даже прикрыв тело Савы, чтобы его не увидели гитлеровцы. Однако о гибели случайно проговорился партизан Миливое Максимович, а вскоре весть о гибели Ковачевича пронеслась и по всем партизанским отрядам.
Похоронить Саву Ковачевича удалось только спустя три месяца после битвы на Сутьеске: погибшего удалось опознать только по положению его тела (Ковачевич упал лицом на землю в момент смертельного ранения) и по одежде и обуви с приметными заплатами. В 1945 году на месте гибели чабаны построили деревянную пирамидку, которая стала символическим надгробием могилы Савы Ковачевича и его 14-летнего племянника Драгана.

### Награды
6 июля 1943 по распоряжению Верховного штаба НОАЮ Саве Ковачевичу посмертно присвоили звание Народного Героя Югославии со следующей мотивацией:

На основе решения Верховного штаба присвоить звание Народного героя другу Саве Ковачевичу, командиру 3-й ударной дивизии, который погиб геройской смертью в июне месяце 1943 года около Врбнице, наступая перед своими солдатами на вражеские бункера при прорыве вражеского кольца. Слава великому черногорскому герою товарищу Саве Ковачевичу!
Оригинальный текст (серб.)На основу ријешења Врховног штаба даје се назив народног хероја другу Сави Ковачевићу, команданту III ударне дивизије, који је погинуо јуначком смрђу јуна мјесеца 1943 г., код Врбнице јуришајући на челу својих бораца на непријатељске бункере при пробијању непријатељског обруча. Слава великом црногорском јунаку другу Сави Ковачевићу!

Также Верховный Совет СССР посмертно наградил Саву Ковачевича орденом Кутузова.

### Семья
Почти вся семья Савы участвовала в Народно-освободительной войне Югославии. 13 июня 1943 вместе с Саво погибли его отец Благое, брат Янко и племянник Драган. Сражение на Сутьеске пережили из участвовавших там Вера Ковачевич (дочь Николы Ковачевича), мать Веры Любица и племянник Савы Митар.
Родной брат Савы, Никола, также был известным революционером и во время Народно-освободительной войны за границей призывал всех оказывать помощь партизанам, а его сын Митар (ещё один племянник Савы) дожил до победы также стал Народным героем Югославии. Воспоминания Веры Ковачевич, дочери Николы, о её дяде в июне 1983 года опубликовала газета «Интервју».

## В культуре
- В 1973 году в Югославии режиссёром Стипе Деличем был снят фильм «Сутьеска». Роль Савы Ковачевича в фильме сыграл актёр Люба Тадич.
- Песня «Што то хучи Сутјеска» посвящена Саве Ковачевичу: музыка народная, слова — Пуниша Перович[3].